# Jeanne Mortimer
Jeanne Mortimer (vers 1311 ou 1312 – entre 1337 et 1351) est une femme de la noblesse anglaise du XIVe siècle.

## Biographie
Jeanne est la troisième fille de Roger Mortimer, 3e baron Mortimer de Wigmore, et de Jeanne de Geneville, 2e baronne Geneville. Son père est sous le règne d'Édouard II l'un des plus puissants barons des Marches galloises : la famille Mortimer descend d'un des compagnons anglo-normands de Guillaume le Conquérant débarqués avec lui en Angleterre en 1066. Sa mère est quant à elle la petite-fille et héritière des barons des Marches et d'Irlande Geoffroy de Geneville et Mahaut de Lacy ; elle est également la petite-nièce de Jean de Joinville, biographe de Saint Louis.
En raison des succès militaires de Roger Mortimer en Irlande, le roi Édouard lui accorde en décembre 1316 la tutelle du jeune James Audley, que Roger fiance à sa fille Jeanne. À la suite de la rébellion contre le roi Édouard II à laquelle participe son père en janvier 1322, Jeanne est arrêtée et emprisonnée au prieuré de Sempringham, dans le Lincolnshire, début 1324. Pendant son incarcération, la couronne ne lui alloue que douze pennies hebdomadaires pour assurer ses dépenses. Ce n'est qu'à la chute du roi que Jeanne est libérée le 2 novembre 1326.
Le retour en grâce de Roger Mortimer après la déchéance d'Édouard II lui permet de rechercher des partis puissants pour ses enfants. Dans le cadre d'une habile politique matrimoniale, Jeanne épouse James Audley, 2e baron Audley, le 31 mai 1328, tandis que sa sœur Catherine est mariée le même jour à Thomas de Beauchamp, 11e comte de Warwick. Le destin de Jeanne Mortimer après son mariage demeure inconnu. La dernière information permettant de prouver qu'elle est encore en vie date de 1337. En décembre 1351, son époux, désormais veuf, se remarie avec Isabelle le Strange.

## Descendance
De son mariage avec James Audley, Jeanne Mortimer a quatre enfants :
- Nicolas Audley (v. 1328 – 22 juillet 1391), 3e baron Audley, épouse Elizabeth Beaumont ;
- Roger Audley, mort en bas âge ;
- Jeanne Audley (v. 1331 – 1393), épouse John Tuchet ;
- Marguerite Audley (? – 1410/1), épouse Roger Hillary.